# Царски орел
Царският орел (Aquila heliaca), наричан още и кръстат орел, каргуй е един от най-едрите орли в България, с малко по-малки размери от Скалния орел, и една от най-едрите грабливи птици в Югоизточна Европа. Размерите на тялото варират от 72 до 100 cm, а размахът на крилата е между 190 и 267 cm. Възрастните птици са тъмнокафяви, почти черни, с много характерен златист цвят на задната част на главата и шията. Обикновено има две бели петна на раменете с варираща големина, които могат да отсъстват напълно при някои индивиди. Основният цвят на опашните пера е жълтеникаво-сивкав с тъмни тънки напречни ивици на върха, завършващи с тъмна ивица. младите птици са с кафяви пера с охрист цвят в центъра, което им придава специфичния за тях светлокафяв външен вид. Маховите пера при младите птици са равномерно тъмни, завършващи със светъл заден ръб. Възрастно оперение се достига между 4-тата и 6-ата година.

## Разпространение и местообитание
Царският орел е разпространен от Централна и Югоизточна Европа до Централна Азия. През зимата мигрира в Близкия изток и Източна Африка, Арабския полуостров, Индийския субконтинент, както и Южна и Източна Азия.
Царският орел от Пиренейския полуостров е обособен в отделен вид (Aquila adalberti), от някои смятан за подвид на A. heliaca.

## Биология
Царският орел предпочита хълмисти райони, където има гористи места или такива с ивици или групи дървета се редуват с открити пространства – пасища, селскостопански площи, пустеещи земи. За гнездене царският орел предпочита единични високи дървета, растящи отделно или сред ивици растителност покрай реки, в плитки долове, както и групи от дървета в края на гората или близо до поляни, често в непосредствена близост до селища, пътища и обработваеми площи. В миналото видът е гнездил и в овощни градини. Всички известни сигурни гнездови находища са разположени между 25 и 1230 m н.в.
Царският орел е моногамен вид. Двойката е силно привързана към гнездовата територия, като някои от гнездовите находища са заемани от царския орел в продължение на много години. Брачните игри започват през февруари и са най-интензивни през март. Състоят се в издигане на птиците във въздуха и рязко пикиране със свити крила до определена точка и бързо издигане по инерция.
Гнездото се строи от двете птици и е разположено на дървета на височина най-често от 7 до 26 m от земята. Гнездото е изградено от сухи клони и е с размери от 120 до 220 cm. Дебелината му е от 30 до 90 cm. Двойките често имат повече от едно гнездо, но обикновено използват едно и също в продължение на няколко години. Гнездата на една двойка са отдалечени едно от друго на не повече от 5 km. 
След втората половина на март и началото на април женската снася обикновено 2, а по-рядко 1 или 3 яйца. Те са овални, бели, изпъстрени с редки жълто-кафяви петна. Мътят и двете птици. Инкубационният период продължава 43 дни. Малките напускат гнездото след втората половина на юли и началото на август. Известно време те се връщат за нощуване в него или остават наоколо, като родителите продължават да ги хранят. Птиците остават в гнездовия си район до втората половина на септември – края на октомври. Възрастните птици са постоянни. Младите птици извършват скитания, които не са добре проучени. В България зимуват полово незрели птици от Централна Европа.
Царският орел ловува по открити терени – пасища, ниви, голи хълмове. Най-често птицата оглежда, понякога в продължение на часове, ловната територия от предпочитана наблюдателна точка, при забелязване на жертва я атакува със стремителен нисък полет. В места с изобилие на лалугери орлите периодично се спускат с бръснещ полет на сантиметри над участъците с най-голяма гъстота на гризачите. В някои случаи царски орли могат да бъдат наблюдавани да изчакват жертвите си кацнали непосредствено до входовете на укритията им.
Основната храна на царския орел в България е таралежът (Erinaceus concolor). Следва лалугерът (Spermophilus citellus), заекът, полевките, белият щъркел и др. Като неспециализиран хищник той има разнообразно меню, включващо над 100 различни вида животни. В храната на двойките от Югоизточна България осезателно присъстват и влечуги – най-често сухоземни костенурки и жълтокоремници (Pseudopus apodus).
През зимата се засилва делът на врановите птици и мършата. Понякога царският орел отнема плячката, добита от други грабливи птици. Това поведение е особено характерно за младите царски орли, нямащи достатъчно опит в ловуването.
В различните краища на страната царският орел е наричан по различен начин: кръстат орел, кръстач, кръсташ, каргуй, карагуй, каракуш, кръстител, каргой, белоглав орел, черен орел и зайчар.

## Природозащитен статут
- Червен списък на застрашените видове (IUCN Red list) – Уязвим (Vulnerable VU)[8]
- Директива за птиците на ЕС – Приложение I[9]
- Червена книга на България – Застрашен

В миналото царският орел е бил една от най-разпространените грабливи птици в България. Преди 200 години в България се смята, че е имало около 2000, а днес са останали едва 24 двойки. Дейностите по проучване и опазване на царския орел се извършват от БДЗП вече близо 20 години.